# Nittikorn Pengsawat
Nittikorn Pengsawat (thailändisch นิธิกร เป็งสวัสดิ์, * 4. Dezember 1994) ist ein thailändischer Fußballspieler.

## Karriere
Nittikorn Pengsawat spielt seit mindestens 2019 beim Navy FC. Der Verein aus Sattahip, einer Stadt in der Provinz Chonburi, spielte in der zweiten Liga, der Thai League 2. Wo er vorher gespielt hat, ist unbekannt. Am Ende der Saison 2021/22 musste er mit der Navy als Tabellenletzter in die dritte Liga absteigen. Nach dem Abstieg verließ er die Navy und schloss sich dem ebenfalls in Sattahip beheimateten Drittligisten Fleet FC an. Mit Warship spielt er in der Eastern Region der Liga.